# KV-4坦克
KV-4坦克（俄語：КВ-4，代號901工程）是蘇聯於第二次世界大戰期間所提出的構想性突破戰車，是KV系列坦克之一。

## 設計歷史
1941年4月，蘇聯決定開始超重型坦克的研發計畫。計畫中，這款蘇聯超重戰車將可以輕易擊毀任何德軍坦克。該計畫的原始構想是該超重型戰車只會存在於設計圖上，直到蘇聯軍方有需要時才會被製造出來。數名設計師接獲草擬戰車概念設計圖的指示。然而，這些設計師是誰，至今依然眾說紛紜，不同資料來源提供的姓名都不盡相同。

計畫中，該款戰車的車體裝甲介於125至130毫米，而較脆弱的區域則可能有厚達150毫米的裝甲。該計畫有約20種不同的設計，其中最輕的設計也有82.5噸，最重的設計則可重達107.7噸。所有的設計樣車都裝備了一門107毫米ZiS-6戰車炮，但其中有一項設計包含了一門口徑為45毫米或76毫米的副炮。副炮可能被安裝於炮塔上，亦有可能安裝於車體，因各輛戰車而異。乘組員人數則為5人至9人不等。
然而，蘇聯軍方從未需要901工程的設計，而至戰爭結束之時，諸如IS-3等更優秀的戰車都已經被發展出來而且早已進入量產，因此KV-4戰車從未被製造出來。

### 107毫米ZiS-6戰車炮
107毫米F-42戰車炮是由蘇聯第92號製造廠設計局所設計生產的。F-42戰車炮是以95毫米F-39戰車炮為基礎研發而成的，設計完成於1940年秋季。1941年初，製造廠對這款新式戰車炮實施實地測試，1941年3月該炮被安裝於KV-2坦克的炮塔上進行測試，最終於1941年6月通過初步檢驗，並正式獲得ZiS-6戰車炮的名稱。ZiS-6後來被送往位於列寧格勒的火炮科技試驗場進行進一步測試。
1941年秋季時，大約有600門ZiS-6戰車炮被製造出來。然而由於KV-4戰車的計畫被中止，這些火炮後來被全數銷毀。